# Krzysztof Nowak-Tyszowiecki

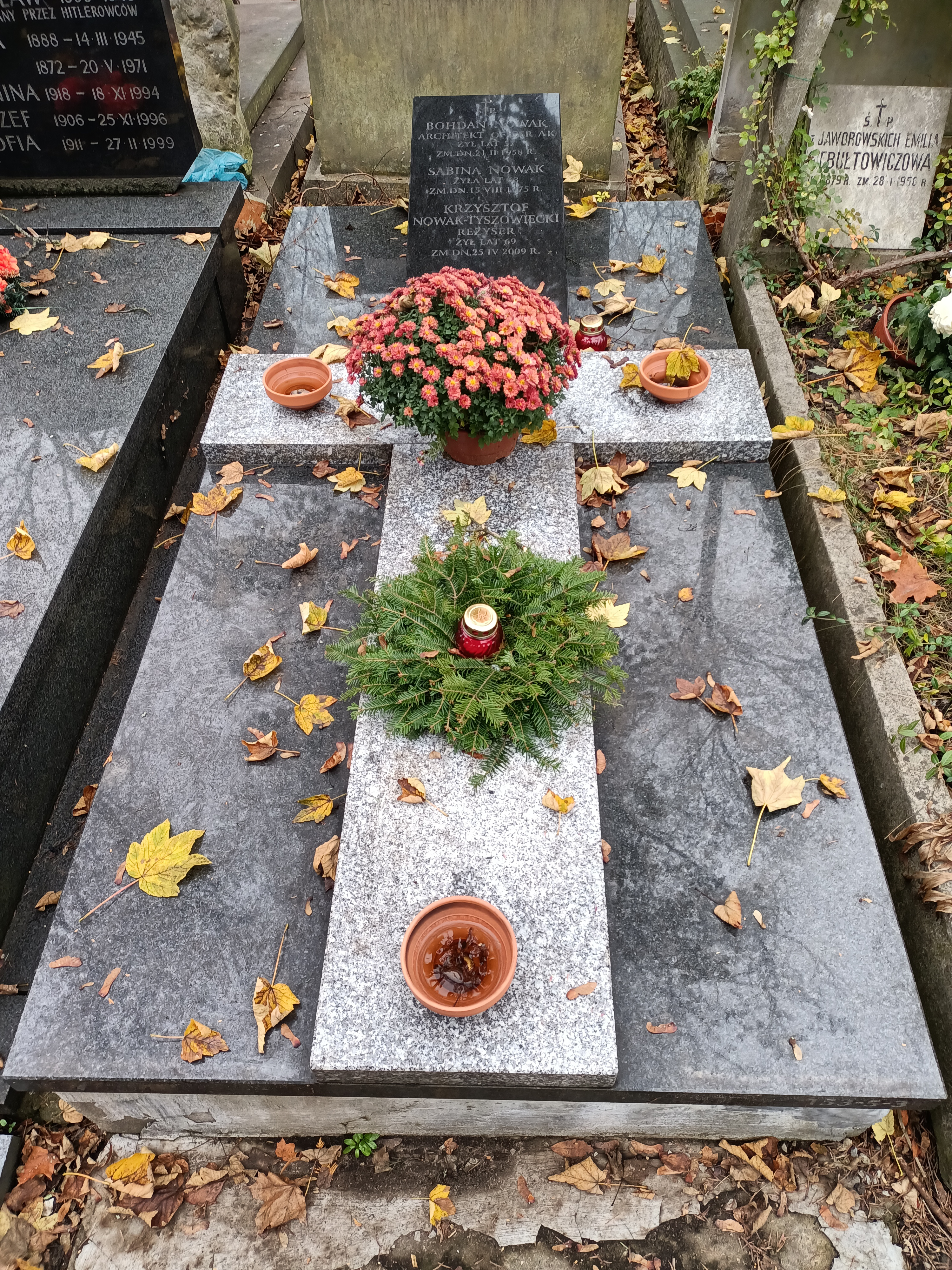
Nagrobek Krzysztofa Nowaka-Tyszowieckiego na cmentarzu Powązkowskim w Warszawie

Krzysztof Nowak-Tyszowiecki (ur. 19 lutego 1940 w Warszawie, zm. 25 kwietnia 2009 tamże) – polski reżyser, scenarzysta. Syn architekta Bohdana Nowaka.  Został pochowany w grobie rodzinnym na cmentarzu Powązkowskim w Warszawie (kwatera 153, rząd 5, grób 3).

## Filmografia

### Filmy fabularne
- Co lubią tygrysy (1989)
- Dolina szczęścia (1983)
- Grzechy dzieciństwa (1980)
- Lęk przestrzeni (1980)

### Filmy dokumentalne
- Piosenka o mojej Warszawie (2006)
- Cud nad Wisłą (2005)
- Tobie Ojczyzno (1999)
- Akowcy (1999)
- Boskość J.W. Stalina w świetle najnowszych badań (1998)
- Pustelnia bielańska (1996)
- Póki my żyjemy, czyli moja wojna z Budionnym (1996)
- My, kukułcze plemię (1996)
- Ave Maria (1996)
- Ochotnicy roku 1920 (1995)
- Tajemnica pana X (1994)
- A.D. 94 (1994)
- Nie zostawię was sierotami
- Mr. Nobody (1991)
- Tajemnice Hotelu Forum (1974)
- Georges Bank (1974)

### Filmy krótkometrażowe i eksperymentalne
- Oda (1979)
- Komiks (1976)
- Żywy obraz (1975)
- Flirt (1975)
- Scherzo (1974)
- Za horyzontem (1973)
- Słupy betonowe (1972)
- Próba pieśni (1971)
- Reisefieber (1971)